# Saimir Fetai
Saimir Fetai (in macedone Саимир Фетаи?; Tetovo, 4 aprile 1989) è un ex calciatore macedone, di ruolo difensore.

## Carriera
Ha debuttato nel campionato macedone con la maglia del Renova nel 2009.

## Palmarès

### Club

#### Competizioni nazionali
- Coppa di Macedonia: 1

Renova: 2011-2012